# Atractodes pusillus
Atractodes pusillus là một loài tò vò trong họ Ichneumonidae.